# Einstellung des Strafverfahrens (Schweiz)
Als Einstellung des Strafverfahrens wird im Strafrecht der Schweiz und im schweizerischen Militärstrafrecht der Abschluss eines Untersuchungsverfahrens durch Beschluss der Staatsanwaltschaft  bezeichnet.

## Zivile Strafprozessordnung
Nach Art. 319 Abs. 1 StPO verfügt die Staatsanwaltschaft die vollständige oder teilweise Einstellung des Verfahrens, wenn
- kein Tatverdacht erhärtet ist, der eine Anklage rechtfertigt;
- kein Straftatbestand erfüllt ist;
- Rechtfertigungsgründe einen Straftatbestand unanwendbar machen;
- Prozessvoraussetzungen definitiv nicht erfüllt werden können oder Prozesshindernisse aufgetreten sind;
- nach gesetzlicher Vorschrift auf Strafverfolgung oder Bestrafung verzichtet werden kann.

Nach Art. 319 Abs. 2 StPO kann die Staatsanwaltschaft das Verfahren ausnahmsweise auch dann einstellen, wenn
- das Interesse eines Opfers, das zum Zeitpunkt der Straftat weniger als 18 Jahre alt war, es zwingend verlangt und dieses Interesse das Interesse des Staates an der Strafverfolgung offensichtlich überwiegt und
- das Opfer oder bei Urteilsunfähigkeit seine gesetzliche Vertretung der Einstellung zustimmt.

Die Parteien können die Einstellungsverfügung innert 10 Tagen bei der Beschwerdeinstanz anfechten (Art 322 Abs. 2 StPO). 
Die Staatsanwaltschaft verfügt die Wiederaufnahme eines durch Einstellungsverfügung rechtskräftig beendeten Verfahrens, wenn ihr neue Beweismittel oder Tatsachen bekannt werden, die
- für eine strafrechtliche Verantwortlichkeit der beschuldigten Person sprechen und
- sich nicht aus den früheren Akten ergeben (Art 323 StPO).

## Militärstrafrecht
Nach einer vom Untersuchungsrichter geführten Voruntersuchung kann das Verfahren eingestellt werden, wenn 
- das dem Beschuldigten nachgewiesene Verhalten bloss einen sogenannten leichten Fall darstellt und ein solcher gesetzlich vorgesehen ist (in diesem Fall wird eine Disziplinarstrafe, wie etwa eine Arreststrafe, erlassen),
- die Sache nicht weiter zu verfolgen ist (wenn beispielsweise das Verhalten gar nicht strafbar ist) oder
- eine Kombination dieser Konstellationen vorliegt (mit anderen Worten ein Tatbestand als leichter Fall gilt und hinsichtlich eines anderen die Sache nicht weiter zu verfolgen ist).

Die Einstellungsverfügung richtet sich nach Art. 116 des Militärstrafprozesses vom 23. März 1979 (MStP; SR 322.1). Zuständig zum Erlass einer Einstellungsverfügung ist der Auditor (Staatsanwalt der Militärjustiz). Die Einstellungsverfügung hat in Schriftform zu ergehen. Eine formlose Einstellung kennt das Militärstrafverfahren nicht. Aus Gründen der Beweissicherung geschieht die Zustellung mittels Gerichtsurkunde oder Einschreiben.
Die Kosten der eingestellten Untersuchung trägt der Bund. Der Auditor kann namentlich dem disziplinarisch Bestraften reduzierte Kosten der Untersuchung auferlegen (Art. 117 Abs. 1 MStP). Die Rechtsmittelordnung gegen eine Einstellungsverfügung bestimmt sich nach Art. 118 MStP. Ist das fragliche Verhalten strafbar und stellt es keinen leichten Fall dar, ist ein Strafmandat zu erlassen oder gegebenenfalls Anklage an das Militärgericht zu erheben.